# Linas Antanas Linkevičius

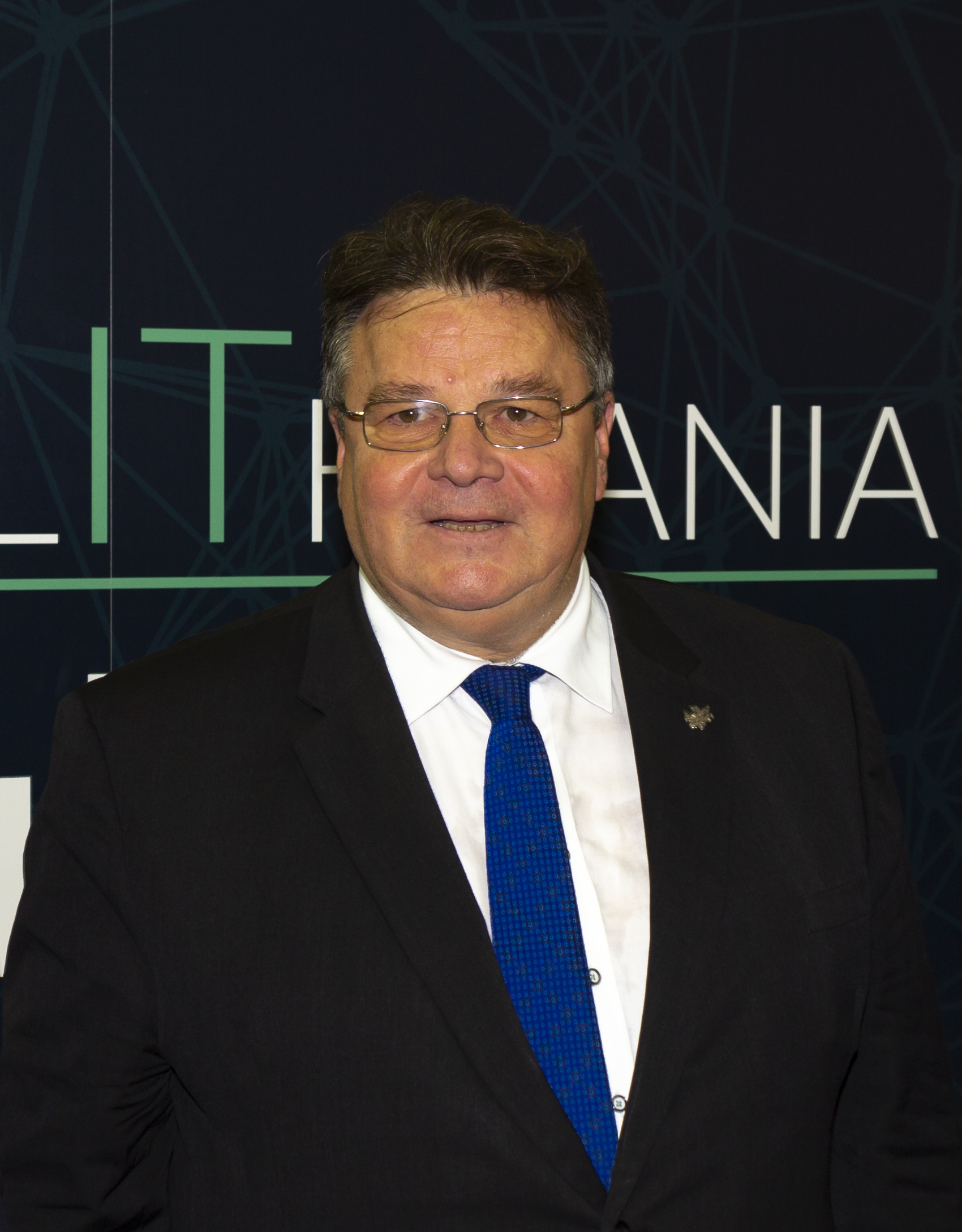
Linas Linkevičius (2019)

Linas Antanas Linkevičius (* 6. Januar 1961 in Vilnius) ist ein litauischer Diplomat, ehemaliger sozialdemokratischer Politiker. Von 2012 bis 2020 war er Außenminister Litauens, früher auch Verteidigungsminister. Seit Dezember 2023 ist er Botschafter in Schweden.

## Leben
Von 1978 bis 1983 absolvierte Linas Linkevičius das Diplomstudium der Elektrotechnik am Polytechnischen Institut in Kaunas. Er war KP-Komsomol-Kreissekretär des Kaunasser Stadtteils Panemunė, Leiter des Zentralkomitees sowie Publizist der Tageszeitung „Komjaunimo tiesa“ (litauische Version der Komsomolskaja Prawda). Er war aktiv daran beteiligt, Möglichkeiten zur Rückführung der Leichen litauischer Vertriebener aus Sibirien zu schaffen.
Am 9. Februar 1992 wurde er Ratsvorsitzender der litauischen Labourjugendunion (Lietuvos leiboristų jaunimo unija).
Ab 1990 war er Korrespondent der Tageszeitung „Tiesa“ (die litauische Variante der Prawda) (1992–1993 Mitarbeiter) und Berater der LDDP-Parlamentsgruppe.
Vom 24. November 1992 bis zum 22. November 1996 war Linas Linkevičius Mitglied des Seimas und leitete die litauische Parlamentsdelegation bei der NATO. Am 9. Oktober 1997 wurde er litauischer Botschafter bei der NATO.
Von 1996 bis 2004 war er – mit Unterbrechungen – litauischer Verteidigungsminister. 2012 war er litauischer Botschafter in Belarus. Von Dezember 2012 bis November 2020 war er Außenminister Litauens. Er war Mitglied im Kabinett Butkevičius und ab 2016 Mitglied (ab Mai 2018 der älteste Minister) im Kabinett Skvernelis. Er hatte eine leitende Funktion bei der litauischen EU-Ratspräsidentschaft 2013 inne. Bis November 2020 war er auch Seimas-Mitglied.
Ab 2004 war Linas Linkevičius Mitglied der Sozialdemokratischen Partei Litauens, bis er im September 2017 die Mitgliedschaft aus Ärger über das Ausscheiden seiner Partei aus der Regierungskoalition kündigte.
Mit Hilfe des  – mit Netanjahu  –  „befreundeten“ litauischen Außenministers Linas Antanas Linkevičius kam das Treffen der EU-Außenminister zustande, an dem Netanjahu teilnahm. Es war das erste Mal seit 22 Jahren, dass wieder ein israelischer Ministerpräsident die EU aufsuchte. Linkevičius fungierte dabei als „Türöffner“ und erklärte, dass die EU eine aktivere Rolle im Nahost-Konflikt spielen sollte. Linkevičius sagte: „Aber das ist unmöglich ohne direkten Kontakt.“

## Auszeichnungen
- Kommandeur des Drei-Sterne-Ordens, 2001
- Orden des litauischen Großfürsten Gediminas, 2003
- Komtur des Ordens des Vytis-Kreuzes, 30. März 2004
- Orden des Marienland-Kreuzes II. Klasse, 2005